# Ultimaker Cura
Ultimaker Cura ist eine Open-Source Slicer-Software zur Umwandlung von 3D-Modellen in G-Code (Druckerbefehle für 3D-Drucker). Sie wird vom 3D-Drucker Hersteller Ultimaker entwickelt, kann aber mit allen 3D-Druckern genutzt werden, die G-Code zur Steuerung verwenden. 2019 hatte Cura mehr als 600.000 monatliche Nutzer und verarbeitete etwa zwei Millionen Druckaufträge pro Woche.

## Geschichte
Die Entwicklung von Cura wurde von David Braam als Erweiterung von Skeinforge, einer Toolchain für die Umwandlung von 3D-Modellen in G-Code für den RepRap, gestartet und am 13. Dezember 2011 auf GitHub veröffentlicht. Später wurde David Braam vom 3D-Drucker Hersteller Ultimaker angestellt, welcher die Entwicklung unter dem Namen Ultimaker Cura fortsetzte.
Ursprünglich wurde Cura unter der Open-Source Lizenz Affero General Public License Version 3 veröffentlicht, ab dem 28. September 2017 wurde Cura unter der LGPLv3 Lizenz veröffentlicht. Ultimaker zufolge wurde die Lizenz geändert, um die Integration mit kommerzieller CAD-Software zu erleichtern. Mittlerweile wurden zahlreiche Integrationen für professionelle CAD-Software wie SolidWorks oder Autodesk Inventor veröffentlicht.

## Funktionsweise
Die Hauptfunktion von Cura ist die Umwandlung (engl. „Slicing“) von 3D-Modellen (z. B. im STL, OBJ, X3D oder 3MF Format) in G-Code, also Anweisungen für unterstützte 3D-Drucker.  

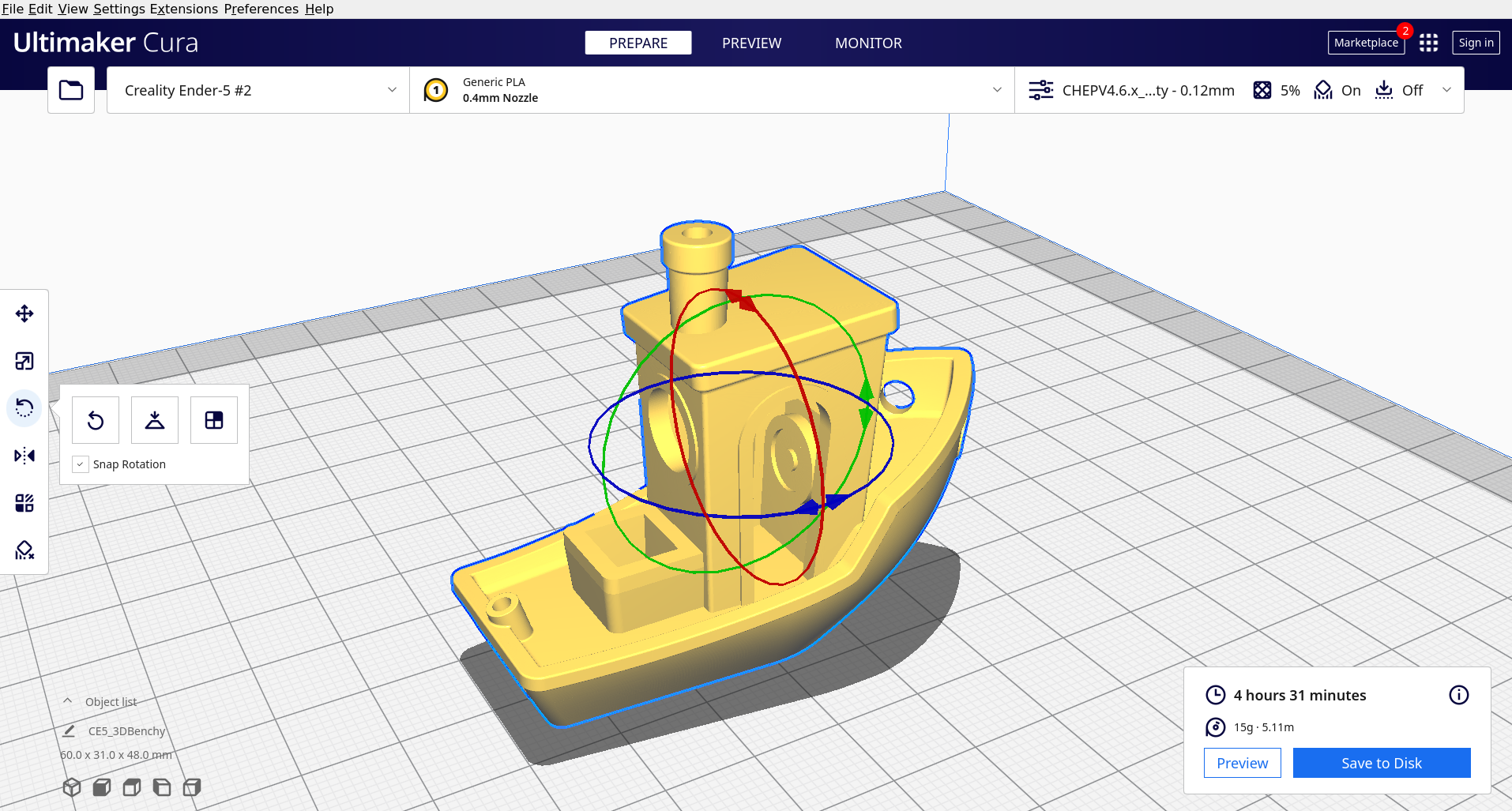
Ein 3D-Modell wird im Prepare Fenster angezeigt, es kann rotiert werden.

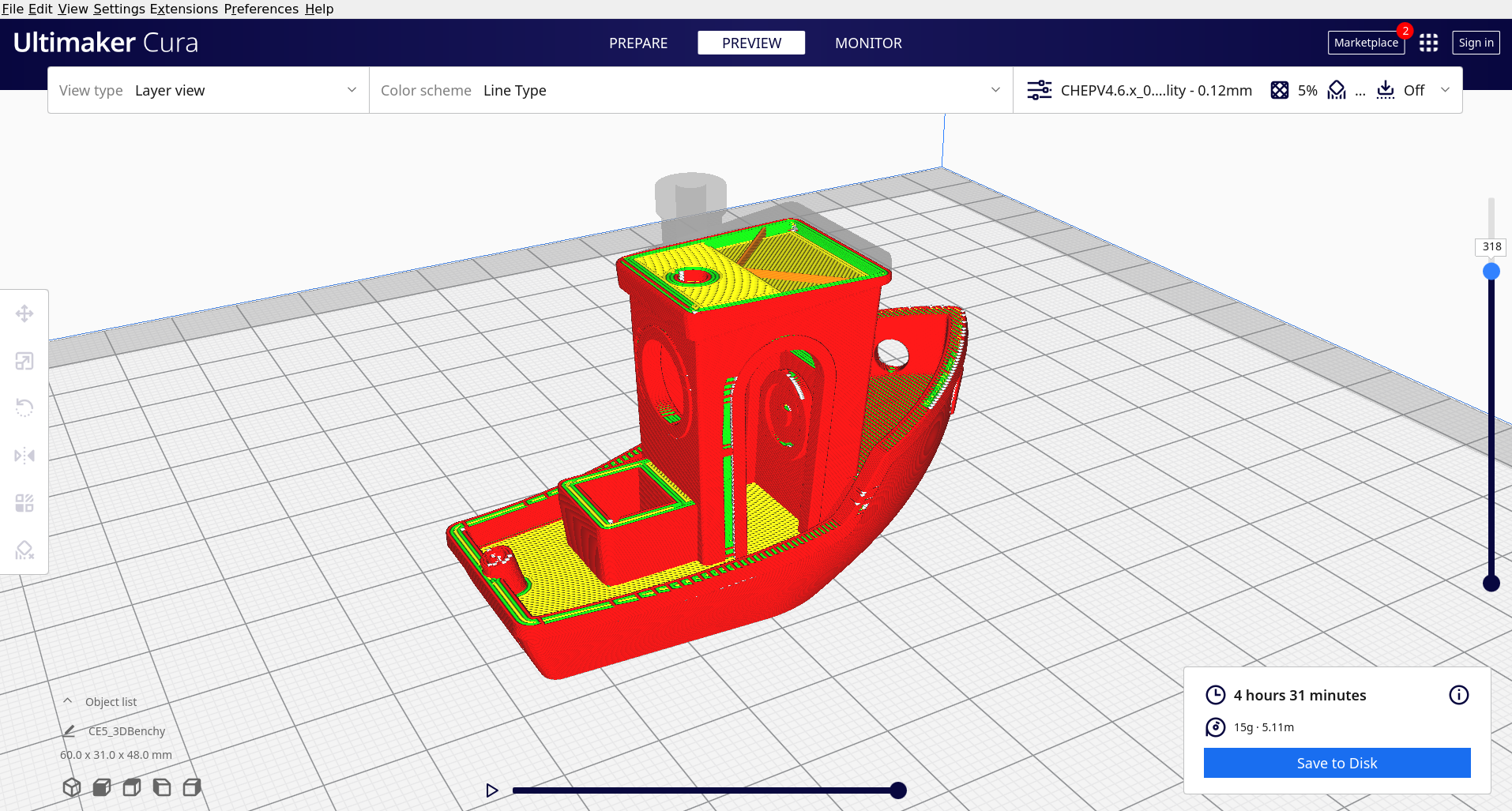
Das 3D-Modell wurde gesliced und wird in einer Schichtansicht angezeigt.

Im „Prepare“ Fenster kann das geladene Modell betrachtet und kleine Änderungen (z. B. Größe, Ausrichtung, Spiegelung) durchgeführt werden. In Profilen können die Slicer-Einstellungen festgelegt werden und beispielsweise Temperatur und Druckgeschwindigkeit geändert werden.
Nach dem Slicen kann das Modell im „Preview“ Fenster schichtweise oder in einer transparenten Ansicht betrachtet werden, um den späteren Druckprozess vorauszusehen. Falls der Drucker direkt mit dem Computer verbunden ist, können im Fenster „Monitor“ der Drucker gesteuert und Druckaufträge verwaltet werden.
Die Funktionalität von Cura kann durch Erweiterungen aus dem „Marketplace“ erweitert werden, oft erlauben die Erweiterungen auch die Integration in eine andere Software (z. B. CAD-Software oder den Druckserver OctoPrint). Stand Januar 2022 sind 62 Erweiterungen für Cura verfügbar.

## Unterstützte 3D-Drucker
Cura unterstützt neben den 3D-Druckern des Herstellers Ultimaker auch Drucker anderer Hersteller. Für jeden Drucker werden modellspezifische Einstellungen wie Größe des Druckvolumens, vorgeschlagene Druckgeschwindigkeit oder eingeschaltete Funktionen in einer Konfigurationsdatei gespeichert. Die Nutzer können bei Bedarf eigene Konfigurationen für nicht unterstützte Drucker einrichten oder existierende modifizieren. Somit kann der Slicer mit fast jedem 3D-Drucker verwendet werden. 

## Wichtige Versionen
- 7. Juni 2016: Ultimaker veröffentlichte die Version 2.1.2 und ersetzte hiermit die Vorgängerversion 15.04.6.[14]
- September 2016: Version 2.3 wurde veröffentlicht. Mit ihr wurden neue Druckprofile und Slicing-Einstellungen eingeführt und die Geschwindigkeit verbessert. Zudem wurde die Unterstützung für Dual Extrusion für den Ultimaker 3 inkludiert.[15]
- 17. Oktober 2017: Version 3.0 aktualisierte die Benutzeroberfläche und erlaubte erstmals die Integration von CAD-Software mit Erweiterungen.[16]
- November 2017: Cura Connect wurde veröffentlicht, um mehrere 3D-Drucker über die Software zu steuern und zu überwachen.[17]
- März 2019: Version 4.0 veränderte die Benutzeroberfläche und erweiterte den „Marketplace“ für Erweiterungen um eine Bewertungsfunktion.[18]